# Чемпионат СССР по лыжным гонкам 1951
23-й лично-командный чемпионат СССР по лыжным гонкам проходил в Златоусте Челябинской области с 11 по 18 марта 1951 года. Соревнования проводились по восьми дисциплинам — гонки на 18, 30, 50 км, эстафета 4×10 км, бег патрулей 30 км (мужчины), гонки на 5 и 10 км, эстафета 4х5 км (женщины).

## Медалисты

### Мужчины
|                    | Золото                                                                | Серебро                                                                  | Бронза                                                                      |
| ------------------ | --------------------------------------------------------------------- | ------------------------------------------------------------------------ | --------------------------------------------------------------------------- |
| Гонка на 18 км     | Володин Пётр Советская Армия Москва                                   | Чернев Герман «Динамо» Москва                                            | Терентьев Фёдор Советская Армия Москва                                      |
| Гонка на 30 км     | Оляшев Владимир ВМС Москва                                            | Чернев Герман «Динамо» Москва                                            | Терентьев Фёдор Советская Армия Москва                                      |
| Гонка на 50 км     | Володин Пётр Советская Армия Москва                                   | Смирнов Василий «Динамо» Москва                                          | Борин Анатолий Советская Армия Свердловск                                   |
| Эстафета 4х10 км   | Москва Терентьев Фёдор Протасов Михаил Володин Пётр Оляшев Владимир   | Ленинград Хасаншин Равиль Таланов В. Волков Леонид Демешко Александр     | Москва Баранов Виктор Елаховский Станислав Ерошин Василий Печников Григорий |
| Бег патрулей 30 км | Москва Смирнов Василий Морозов Петр Чернев Герман Матюшенков Валентин | Москва Николаев Аркадий Жаворонков Тимофей Бучин Виктор Булочкин Георгий | РСФСР Рогожин Иван Коротков Евгений Борин Анатолий Храмцов Александр        |

### Женщины
|                 | Золото                                                                           | Серебро                                                                 | Бронза                                                                       |
| --------------- | -------------------------------------------------------------------------------- | ----------------------------------------------------------------------- | ---------------------------------------------------------------------------- |
| Гонка на 5 км   | Ярмоленко Ульяна «Химик» Ярославль                                               | Болотова Зоя «Пищевик» Москва                                           | Царева Валентина «Искра» Ленинград                                           |
| Гонка на 10 км  | Ватина Любовь «Искра» Ленинград                                                  | Ярмоленко Ульяна «Химик» Ярославль                                      | Царева Валентина «Искра» Ленинград                                           |
| Эстафета 4х5 км | Ленинград Ватина Любовь Попова Маргарита Смирнова(Карцева) Нина Царева Валентина | РСФСР Велимаа Айна Ярмоленко Ульяна Нургаева Радья Плотникова Анастасия | Москва Тимохина Маргарита Толмачева Зинаида Чистякова Валентина Болотова Зоя |